# Crypteronia macrophylla
Crypteronia macrophylla är en tvåhjärtbladig växtart som beskrevs av Van Beusekom-osinga. Crypteronia macrophylla ingår i släktet Crypteronia och familjen Crypteroniaceae. Inga underarter finns listade i Catalogue of Life.